# 火线追凶
火线追凶是CCTV-6于2009年推出的系列电视电影，由10部时长90分钟的电影组成。

## 背景
故事发生在20世纪30年代的上海滩，一个关于3个年轻人组成的探案小队惩恶扬善的故事。描述了上海警匪之间波澜诡异的生死较量。片中亦有大量的动作戏，如追车、爆炸、枪战之类。

## 系列標題
1. 血色刀锋 The Bloody blade
2. 绝命狙击 The sniper
3. 黑枪疑云 Gun mystery
4. 突然死亡 Sudden death
5. 掘墓人 Grave digger
6. 惊魂宴 scary banquet
7. 狂魔再现 monster reappearance
8. 无罪辩护 defense for Innocence
9. 冲破黑幕 uncover inside story
10. 死亡地带 zone of death

## 出場角色及演员
主要角色：
| 演员              | 角色              | 簡介 |
| 钟汉良 配音：张杰 | 钟朗 代表“勇气”   | 上海法租界巡捕房探长，前公共租界巡捕，人稱“老虎探長”。热血且具有激情，社會閱歷十分豐富。冷峻机敏、成熟果敢亦十分有人情味。也是小队中优秀的领导者和团队核心。                    |
| 释小龙 配音：赵毅 | 韩非 代表“智慧”   | 法租界巡捕房見習探员，家境富裕，知识渊博，是个古灵精怪的天才。思维敏捷，智商高达180，閱讀速度為每分鐘5000字。自身精通多個學科，但身手比较差。                                   |
| 齐芳 配音：刘明珠 | 于胜男 代表“科学” | 干练的美女法医，賓州大學A級獎學金獲得者，擁有两个硕士学位，一个博士学位，圣约翰大学最年轻的教授，解剖实验室的主任。擁有一流的刑偵及法醫技術，因此被鐘朗稱讚能讓屍體“開口說話”。 |

其他角色：
| 演员   | 角色   | 簡介                                                                              |
| 涂黎曼 | 钟慧   | 鐘朗的妹妹，《大公報》記者； 和韓非互為情侶。                                     |
| 刘永   | 洪涛   | 上海法租界巡捕房總探長。                                                          |
| 公方敏 | 老孔   | 上海法租界巡捕房巡捕隊長。                                                        |
| 高雄   | 端木岩 | 于勝男之父，化學家， 因叛國罪遭法國政府逮捕入獄。                                 |
| 徐少强 | 刘天河 |                                                                                   |
| 陈观泰 | 钱寿昌 |                                                                                   |
| 尹天照 | 刘天德 |                                                                                   |
| 廉赛   | 余利本 | 秘密組織“金蛇會”成員，人稱“割喉魔”的殺人狂魔； 曾三次與鐘朗交手，最終被處以絞刑。 |
| 徐亮   | 李约翰 | 上海法租界巡捕房探長。                                                            |
| 陶女士 | 菅愛   | 南京國民政府秘密調查員，負責調查與金蛇會有關的案件； 後遭余利本殺害。             |
| 赵毅   | 宁二昆 | 上海法租界巡捕房探長，曾負責“掘墓人”案的偵破。                                    |
| 陈继铭 | 徐胜道 |                                                                                   |
| 谢沅江 | 肖文斌 |                                                                                   |
| 许贺   | 朱国梁 | 自稱“掘墓人”的連環綁匪，嗜好將肉票綁至密室內悶死； 最終被鐘朗擊斃。               |
| 宋洋   | 王粟   |                                                                                   |
| 刘子菲 | 秀秀   |                                                                                   |
| 侯江龙 | 老鲁   |                                                                                   |